# Волошина, Маргарита Васильевна
Маргари́та Васи́льевна Саба́шникова, в замужестве Воло́шина (19 [31] января 1882 — 2 ноября 1973) — русская писательница и художница.

## Биография

### Ранние годы
Родилась в Москве в купеческой семье. Отец — Василий Михайлович Сабашников (1848—1923) — чаеторговец, выборный московского купеческого сословия. Дядя Маргариты Васильевны — владелец крупнейшего издательства Российской империи.
Мать — Маргарита Алексеевна (урожд. Андреева, (1860—1933), родилась в московской богатой купеческой семье Андреевых-Королёвых. Её отец, Алексей Васильевич Андреев, владел большим магазином на Тверской, гостиницей «Дрезден», городской усадьбой в Брюсовом переулке. Сестра матери — Екатерина Алексеевна Бальмонт, жена поэта Константина Бальмонта. Другая сестра матери — Андреева, Александра Алексеевна, писательница.
Маргарита Васильевна описывала свою семью так:
Бабушка, вышедшая из этой среды, едва умела читать и писать. У ее мужа, сына крестьянина, развозившего по домам уголь и воду, дело обстояло не лучше. Но ее дети — мои тетки и дяди — получили блестящее образование. Все четыре сына учились в университете, шесть дочерей брали уроки у тех же университетских профессоров и в совершенстве владели тремя-четырьмя иностранными языками.
В 1903 году познакомилась с поэтом Максимилианом Волошиным, в Москве на выставке картин у С. И. Щукина
В 1905 году познакомилась с Рудольфом Штайнером и стала убеждённой приверженицей антропософии. Переводила с немецкого и распространяла в своём кругу неопубликованные лекции Штайнера. Сам Штайнер относился к Маргарите Васильевне особым образом, уделял ей много внимания. Она осталась преданной учению Штайнера на всю жизнь.

### Брак с Волошиным и роман с семьёй Ивановых
12 апреля 1906 года Маргарита Сабашникова вышла замуж за Максимилиана Волошина, обвенчавшись с ним в Москве. в церкви Св. Власия. Её родители были недовольны выбором дочери. После свадьбы Макс и Маргарита уехали в Париж, где слушали лекции Штайнера. Они собирались в Мюнхен, но Волошин уговорил жену посетить Коктебель. Маргарите там не понравилось, и они уехали в Петербург.
В Петербурге поселились в квартире-«башне» Вячеслава Иванова, где собирались близкие к символистам деятели русской культуры — поэты, философы, художники.
Маргарита Волошина влюбилась в Вячеслава Иванова, при этом ей нравилась и его супруга Лидия Димитриевна Зиновьева-Аннибал.
27 декабря 1906 года Маргарита Волошина приезжает из Мустамяг к Иванову. Она вспоминает об этом так:
…Я все время прислушивалась, не постучит ли Макс. И когда, наконец, раздался стук и Вячеслав пошел открывать дверь, я побежала за ним. Действительно, это был Макс, я бросилась к нему, но Вячеслав обернулся и преградил мне дорогу. Я отступила вправо — он сделал то же самое, я отодвинулась влево, он попрежнему стоял между нами. Мы посмеялись над этой шуткой, которая, однако, как я позже поняла, не была такой невинной.
В ночь с 25 на 26 февраля 1907 года Сабашникова заключает духовный «тройственный союз» с Ивановыми.
В 1907 году Сабашникова и Волошин расстались. После разрыва сохранили дружеские отношения на всю жизнь.
В 1906—1913 годах приезжала в имение Волошиных в Коктебель.
С 1914—1917 год, в период Первой мировой войны Волошина жила в Швейцарии, где принимала участие в строительстве Гётеанума в Дорнахе.
После Февральской революции 1917 года вернулась в Россию, много работала как живописец. Получила известность как художница, занималась живописью и иконописью.

### Жизнь в Германии
В 1922 году окончательно переехала в Германию.
В эмиграции занималась религиозной и светской живописью. Как художница на сегодняшний день мало известна в России, в отличие от Германии.

### Смерть
Маргарита Васильевна умерла 2 ноября 1973 г. в Штутгарте, в возрасте 91 года. Согласно её воле, она была кремирована, а прах отправлен в Швейцарию, в Дорнах.

## Творчество
Всю жизнь была близка к немецкой культуре. Живя в Москве, переводила немецких мистиков (например, Мейстера Экхарта, чья книга, с обширным предисловием и биографией, написанной Сабашниковой, стала первым в России изданием классика германского мистицизма).
Писала стихи. Цикл стихотворения «Лесная свирель» опубликован в сборнике «Цветник Ор. Кошница первая» в 1907 г.
В 1913 году вышла книга Маргариты Сабашниковой «Святой Серафим», представляющая популярное изложение биографии знаменитого русского святого Серафима Саровского, деяния которого также послужили основой для поэмы Максимиллиана Волошина «Святой Серафим».
Ей принадлежит книга воспоминаний «Зелёная змея» (1954), написанная на немецком языке, переведённая и впервые изданная в России в 1993 году, в которой описываются годы детства в дореволюционной России, революция, встречи со многими замечательными людьми, например, её разговор со Львом Толстым, изучение живописи под руководством Ильи Репина и Константина Коровина; дружба с Вячеславом Ивановым и Андреем Белым, знакомство с К. Бальмонтом, Н. Бердяевым, В. Маяковским, М. Чеховым и другими. Как живые встают перед читателем облики людей и событий, точно схваченные бытовые детали и картины больших исторических потрясений, свидетельницей которых была автор этой книги.

## Отзывы современников
Евгения Герцык:
Она, как и мы, пришла сюда из патриархального уюта, ещё девочкой-гимназисткой мучилась смыслом жизни, тосковала о Боге и, как мы, чужда пошиба декадентских кружков; наперекор модным хитонам, ходила чуть ли не в английских блузках с высоким воротничком. И всё же я не запомню другой современницы своей, в которой так полно бы выразилась и утончённость старой расы, и отрыв от всякого быта, и томление по необычно прекрасному… Старость её крови с Востока: отец из семьи сибирских золотопромышленников, породнившихся со старейшиной бурятского племени. Разрез глаз, линии немножко странного лица Маргаритиного будто размечены кисточкой старого китайского мастера…

## Издания
- Экхарт М. Духовные проповеди и рассуждения. Пер. со средне-верхне-немецкого, вступит. статья и оформление М. В. Сабашниковой. - М., Мусагет, 1912.
- Волошина М. В. Зелёная Змея. История одной жизни / Перевод с нем. М. Н. Жемчужниковой. — М.: Энигма, 1993.
- Волошина М. В. Зелёная Змея. Воспоминания. — М.: Хуманус, 2015.
- Волошин М. Собрание сочинений. Том 11. Переписка с Маргаритой Сабашниковой. — М.: Эллис Лак, 2013.